# Dimityr Sziszmanow
Dimityr Iwanow Sziszmanow (bułg. Димитър Иванов Шишманов; ur. 19 listopada 1889 w Kazanłyku, zm. 1 lutego 1945 w Sofii) – bułgarski prawnik, prozaik, dramaturg, polityk i dyplomata, minister spraw zagranicznych (1943-1944).

## Życiorys
Był synem filologa Iwana Sziszmanowa i dziennikarki Lidii Dragomanowej-Sziszmanowej. W 1907 ukończył szkołę średnią w Sofii i podjął studia prawnicze na Uniwersytecie Genewskim. Ukończył je w 1913, a po powrocie do kraju pracował w sądzie. W latach 1932–1935 kierował departamentem prawnym w ministerstwie spraw wewnętrznych.
W latach 1935–1940 w służbie dyplomatycznej - jako minister pełnomocny Bułgarii w Atenach. Powrócił do Bułgarii w 1940 i objął stanowisko sekretarza generalnego w ministerstwie spraw zagranicznych. W październiku 1943 stanął na czele resortu spraw zagranicznych, którym kierował przez osiem miesięcy. Po przejęciu władzy przez komunistów aresztowany i przewieziony do Moskwy, gdzie był przesłuchiwany przez Rosjan. Po powrocie do Bułgarii stanął przed Trybunałem Ludowym, który skazał go na karę śmierci. Wyrok wykonano przez rozstrzelanie 1 lutego 1945. W 1996 Sąd Najwyższy Bułgarii uchylił wyrok skazujący Sziszmanowa na śmierć.
Pisał powieści, dramaty i opowiadania. Większość jego utworów powstała w latach 20 i 30. XX wieku. Był także tłumaczem utworów literackich z języka francuskiego i niemieckiego.
Był żonaty (żona Penka z d. Kałupow (1877-1963)).

## Twórczość
- 1919: Депутатът Стоянов (nowela)
- 1919: Хайлайф  (nowela)
- 1920: Бунтовник (powieść)
- 1929: Кошмар (dramat)
- 1938: Блянове край Акропола (opowiadania)
- 1938: Зограф Павел  (opowiadania)
- 1942: Панаирът в Стародол (komedia)
- 2009: Блянове край Акропола. Състав. Мария Галишка-Владимирова (utwory zebrane)